# Championnat de Belgique de football 1922-1923
Navigation
Saison précédente Saison suivante
Le championnat de Belgique de football 1922-1923 est la 23e saison du championnat de première division belge. Son nom officiel est « Division d'Honneur ».
Cette saison est dominée de bout en bout par l'Union Royale Saint-Gilloise, qui ne laisse aucun espoir à ses concurrents. Le champion en titre, le Beerschot AC, termine vice-champion après un test-match face au CS Brugeois qui complète donc le podium. En bas de classement, on assiste à la première relégation du SC Anderlechtois, officielle après un partage insuffisant sur le terrain du... Standard!

## Clubs participants
Quatorze clubs prennent part à la compétition, autant que lors de l'édition précédente. Ceux dont le matricule est mis en gras existent toujours aujourd'hui.
| #  | Nom                                       | Mat. | Ville      | Terrain                | En D1 depuis (série) | Total en D1 | Saison précédente |
| -- | ----------------------------------------- | ---- | ---------- | ---------------------- | -------------------- | ----------- | ----------------- |
| 1  | Sporting Club Anderlechtois               | 35   | Anderlecht | Stade Emile Versé      | 1921-1922 (2e)       | 2e          | 12e               |
| 2  | Royal Antwerp Football Club               | 1    | Anvers     | Broodstraat            | 1901-1902 (17e)      | 22e         | 3e                |
| 3  | Beerschot Athletic Club                   | 13   | Anvers     | Kiel                   | 1907-1908 (11e)      | 17e         | 1er               |
| 4  | Berchem Sport                             | 28   | Berchem    | Grote Steenweg         | 1922-1923 (1re)      | 1re         | Promotion : 2e    |
| 5  | Cercle Sportif Brugeois                   | 12   | Bruges     | Stade du CS Brugeois   | 1899-1900 (19e)      | 19e         | 6e                |
| 6  | Royal Football Club Brugeois              | 3    | Bruges     | De Klokke              | 1898-1899 (20e)      | 21e         | 9e                |
| 7  | Daring Club de Bruxelles Société Royale   | 2    | Molenbeek  | Stade du Daring        | 1903-1904 (15e)      | 15e         | 8e                |
| 8  | Royal Racing Club de Bruxelles            | 6    | Uccle      | Vivier d'Oie           | 1895-1896 (23e)      | 23e         | 4e                |
| 9  | Association Royale Athlétique La Gantoise | 7    | Gentbrugge | Stade Jules Otten      | 1913-1914 (5e)       | 5e          | 10e               |
| 10 | Standard Club Liégeois                    | 16   | Sclessin   | Stade de Sclessin      | 1921-1922 (2e)       | 7e          | 5e                |
| 11 | Racing Club de Malines                    | 24   | Malines    | Rode Kruisplein        | 1919-1920 (4e)       | 6e          | 7e                |
| 12 | Union Saint-Gilloise Société Royale       | 10   | Forest     | Stade du Parc Duden    | 1901-1902 (17e)      | 17e         | 2e                |
| 13 | Uccle Sport                               | 15   | Uccle      | chaussée de Ruisbroeck | 1922-1923 (1re)      | 3e          | Promotion : 1er   |
| 14 | Club Sportif Verviétois                   | 8    | Verviers   | ?                      | 1912-1913 (6e)       | 13e         | 11e               |

### Localisations
| Antwerp Beerschot Berchem Sp. La Gantoise RC Malines Bruxelles FC Brugeois CS Brugeois Standard CS Verviétois |

#### Localisation des clubs bruxellois
les 5 cercles bruxellois sont :
(5) Daring CB SR
(6) SC Anderlechtois
(7) Union SG SR
(10) R. Racing CB
Uccle Sport

## Déroulement de la saison

### L'Union dominatrice de bout en bout
Dès le début du championnat, l'Union enchaîne les victoires et prend rapidement ses distances avec ses plus proches concurrents. Le 4 mars 1923, l'Union s'incline 2-1 lors d'un derby sur le terrain du Racing CB, résultat qui redonne un mince espoir au Beerschot, le champion en titre. Ces espoirs sont directement éteints la semaine suivante lorsque les anversois sont battus par le SC Anderlechtois, avant-dernier au classement. Le CS Brugeois en profite pour revenir à hauteur du Beerschot et forcer un test-match pour l'attribution du titre honorifique de vice-champion. Celui-ci a lieu sur le terrain du Daring et est remporté par les « Beerschotmen ».

### Lutte à trois pour éviter la relégation
Après quelques journées de championnat, la lutte pour le maintien est limitée à trois clubs : le CS Verviétois, le SC Anderlechtois et les promus d'Uccle Sport. Le 18 février 1923, Verviers remporte une victoire quasiment décisive sur Uccle Sport et totalise à ce moment quinze points, soit six de mieux que les deux clubs bruxellois, avec encore cinq matches à jouer.
Le 4 mars 1923, Anderlecht domine l'Antwerp (1-0) et profite de la défaite des verviétois (2-1) au Racing de Malines pour se rapprocher du maintien. Ils créent la surprise la semaine qui suit en s'imposant face au Beerschot, champion en titre et deuxième du classement. Le partage de Verviers à domicile face à La Gantoise (1-1) permet aux anderlechtois de continuer à espérer mais condamne Uccle Sport à la relégation, un an après son retour au plus haut niveau. Anderlecht s'incline ensuite au Cercle de Bruges quand dans le même temps Verviers partage face au Club de Bruges et compte alors quatre points de retard à deux journées de la fin.
Lors de l'avant-dernière journée, Verviers s'incline au Beerschot (3-0) et Anderlecht se déplace au Standard. Le duel entre les deux futurs grands clubs du pays se solde sur un partage un but partout, sonnant le glas du « Sporting ». La dernière journée est anecdotique et voit un match nul 2-2 entre les deux clubs relégués et une nouvelle défaite des verviétois, 4-2, sur le terrain de l'Union.

## Résultats

### Résultats des rencontres
Avec quatorze clubs engagés, 182 matches sont au programme de la saison. 
| Résultats (▼dom., ►ext.)                                   | AND | ANT | BEE | BER | CSB | FCB | DAR | RAC | USG | LAG | RCM | STA | UCC | VER |
| SC Anderlechtois                                           |     | 2-0 | 0-1 | 2-2 | 0-1 | 2-2 | 0-1 | 2-4 | 0-2 | 3-1 | 1-2 | 1-1 | 2-1 | 0-3 |
| R. Antwerp FC                                              | 1-2 |     | 1-4 | 3-0 | 2-0 | 6-2 | 3-0 | 5-1 | 1-1 | 0-4 | 3-2 | 3-1 | 1-0 | 3-0 |
| Beerschot AC                                               | 0-1 | 1-3 |     | 6-2 | 0-1 | 5-1 | 2-2 | 3-1 | 1-1 | 5-1 | 6-0 | 1-1 | 3-1 | 3-0 |
| Berchem Sport                                              | 3-2 | 1-2 | 0-4 |     | 0-3 | 1-1 | 2-1 | 6-3 | 2-2 | 2-0 | 2-0 | 1-1 | 1-1 | 4-1 |
| CS Brugeois                                                | 0-0 | 3-1 | 1-1 | 5-1 |     | 1-0 | 0-2 | 3-2 | 0-0 | 2-1 | 1-0 | 2-1 | 1-1 | 6-1 |
| R. FC Brugeois                                             | 5-2 | 4-2 | 0-2 | 3-2 | 0-2 |     | 2-2 | 2-4 | 0-1 | 4-0 | 4-1 | 1-1 | 1-0 | 2-1 |
| Daring CB SR                                               | 2-1 | 1-0 | 3-0 | 4-0 | 0-0 | 6-0 |     | 2-2 | 0-1 | 2-0 | 2-0 | 3-0 | 3-0 | 2-2 |
| R. Racing CB                                               | 3-1 | 0-1 | 2-4 | 4-0 | 3-3 | 0-2 | 2-0 |     | 2-1 | 0-1 | 1-1 | 2-0 | 3-1 | 2-2 |
| Union St-Gilloise SR                                       | 1-0 | 3-2 | 2-0 | 4-0 | 0-0 | 2-0 | 2-0 | 6-0 |     | 4-1 | 7-0 | 3-1 | 2-0 | 4-2 |
| ARA La Gantoise                                            | 1-0 | 1-1 | 1-2 | 5-1 | 0-3 | 4-4 | 2-1 | 1-5 | 0-1 |     | 3-0 | 4-0 | 5-1 | 2-3 |
| RC de Malines                                              | 3-2 | 1-2 | 1-5 | 2-0 | 1-2 | 2-1 | 1-1 | 2-2 | 0-1 | 4-0 |     | 1-1 | 1-0 | 2-1 |
| Standard CL                                                | 6-3 | 1-2 | 1-3 | 4-0 | 1-0 | 3-1 | 0-3 | 1-3 | 1-3 | 2-1 | 4-2 |     | 3-0 | 4-1 |
| Uccle Sport                                                | 2-2 | 1-4 | 1-3 | 2-0 | 2-0 | 0-4 | 0-1 | 1-3 | 1-1 | 2-2 | 4-1 | 3-5 |     | 4-2 |
| CS Verviétois                                              | 1-0 | 1-2 | 0-0 | 2-3 | 1-2 | 1-1 | 1-2 | 1-4 | 5-0 | 1-1 | 0-0 | 1-3 | 5-1 |     |
| - Victoire à domicile - Match nul - Victoire à l'extérieur |     |     |     |     |     |     |     |     |     |     |     |     |     |     |

### Classement final
| Rang | Équipe                  | Pts | J  | G  | N | P  | Bp | Bc | Diff |
| ---- | ----------------------- | --- | -- | -- | - | -- | -- | -- | ---- |
| 1    | UNION SAINT-GILLOISE SR | 42  | 26 | 18 | 6 | 2  | 55 | 19 | +36  |
| 2    | Beerschot AC T          | 37  | 26 | 16 | 5 | 5  | 65 | 28 | +37  |
| 2    | CS Brugeois             | 37  | 26 | 15 | 7 | 4  | 42 | 21 | +21  |
| 4    | Daring CB SR            | 34  | 26 | 14 | 6 | 6  | 46 | 23 | +23  |
| 5    | R. Antwerp FC           | 34  | 26 | 16 | 2 | 8  | 54 | 37 | +17  |
| 6    | R. Racing CB            | 29  | 26 | 12 | 5 | 9  | 58 | 52 | +6   |
| 7    | Standard CL             | 25  | 26 | 10 | 5 | 11 | 47 | 48 | -1   |
| 8    | R. FC Brugeois          | 23  | 26 | 9  | 5 | 12 | 47 | 54 | -7   |
| 9    | ARA La Gantoise         | 20  | 26 | 8  | 4 | 14 | 42 | 53 | -11  |
| 10   | Berchem Sport           | 19  | 26 | 7  | 5 | 14 | 36 | 67 | -31  |
| 11   | RC de Malines           | 19  | 26 | 7  | 5 | 14 | 30 | 56 | -26  |
| 12   | CS Verviétois           | 17  | 26 | 6  | 5 | 15 | 40 | 57 | -17  |
| 13   | SC Anderlechtois        | 15  | 26 | 5  | 5 | 16 | 31 | 49 | -18  |
| 14   | Uccle Sport             | 13  | 26 | 4  | 5 | 17 | 30 | 59 | -29  |

Légende
- Champion de Belgique 1923
- Club devant disputer un test-match pour désigner le deuxième classé (vice champion)
- Club relégué pour la saison suivante

Abréviations
T : Tenant du titre 1922

 : nouveau venu depuis la saison précédente

### Test-match pour la deuxième place
Un test-match est organisé en fin de saison pour octroyer le titre honorifique de vice-champion de Belgique. Il est disputé dans le stade du Daring.
| Date                       | Match                      | Résultat |
| -------------------------- | -------------------------- | -------- |
| ??/??/??                   | Beerschot AC - CS Brugeois | 2-0      |
| Beerschot AC vice-champion |                            |          |

### Meilleur buteur
Achille Meyskens (UR St-Gilloise) avec 24 buts. Il est le neuvième joueur belge à être sacré meilleur buteur de la  plus haute division belge.

#### Classement des buteurs
Le tableau ci-dessous reprend les quatorze meilleurs buteurs du championnat, soit les joueurs ayant inscrit dix buts ou plus durant la saison.
| #   | Pays | Joueur           | Club                    | Buts | Matches joués |
| --- | ---- | ---------------- | ----------------------- | ---- | ------------- |
| 1.  |      | Achille Meyskens | Union Saint-Gilloise SR | 24   | 26            |
| 2.  |      | Charles Jooris   | R. Racing CB            | 23   | 26            |
| 3.  |      | Fernand Wertz    | R. Antwerp FC           | 22   | 26            |
| =.  |      | Ivan Thys        | Beerschot AC            | 22   | 24            |
| 5.  |      | Maurice Gillis   | Standard CL             | 16   | 23            |
| =.  |      | Henri Larnoe     | Beerschot AC            | 16   | 24            |
| =.  |      | Georges De Spae  | ARA La Gantoise         | 16   | 26            |
| 8.  |      | Alfred Wright    | R. Racing CB            | 14   | 23            |
| =.  |      | Robert Caenen    | R. FC Brugeois          | 14   | 26            |
| 10. |      | Ferdinand Adams  | SC Anderlechtois        | 12   | 26            |
| =.  |      | Maurice Bunyan   | R. Racing CB            | 12   | 17            |
| 12. |      | Robert Coppée    | Union Saint-Gilloise SR | 10   | 15            |
| =.  |      | Henri Janssen    | Beerschot AC            | 10   | 19            |
| =.  |      | Félix Balyu      | R. FC Brugeois          | 10   | 23            |

## Récapitulatif de la saison
- Champion : Union Saint-Gilloise SR (8e titre)
- Première équipe à remporter huit titres
- Dix-septième titre pour la province de Brabant.

| Région flamande (7)             | Région flamande (7) | Province de Brabant (5)      | Province de Brabant (5) | Région wallonne (2)    | Région wallonne (2) |
| ------------------------------- | ------------------- | ---------------------------- | ----------------------- | ---------------------- | ------------------- |
| Province d'Anvers               | 4                   | Région de Bruxelles-Capitale | 5                       | Province de Hainaut    | 0                   |
| Province de Flandre-Occidentale | 2                   | Province du Brabant flamand  | 0                       | Province de Liège      | 2                   |
| Province de Flandre-Orientale   | 1                   | Province du Brabant wallon   | 0                       | Province de Luxembourg | 0                   |
| Province de Limbourg            | 0                   |                              |                         | Province de Namur      | 0                   |

1. ↑  Au niveau footballistique, la province de Brabant est toujours unitaire malgré sa partition territoriale en 1995.

### Admission et relégation
Le SC Anderlechtois et Uccle Sport cèdent leur place au R. FC Liégeois et au RC de Gand promus depuis la Promotion.

### Débuts en Division d'Honneur
Un club fait ses débuts dans la plus haute division belge. Il est le28e club différent à y apparaître.
- Berchem Sport est le 5e club de la province d'Anvers à évoluer dans la plus haute division belge.

### Changement de nom
Reconnu « Société Royale », le Standard Club Liégeois (Standard CL) adapte son appellation en vue de la saison suivante et devient le Royal Standard Club Liège.

### Bilan de la saison
| Championnat de Belgique de football 1922-1923 |                                 |
| Champion                                      | Union Saint-Gilloise (8e titre) |
| Dauphin                                       | Beerschot AC                    |
| Promotions et relégations                     |                                 |
| Promus en Division d'Honneur                  | R. FC Liégeois                  |
| Promus en Division d'Honneur                  | RC de Gand                      |
| Relégués en Promotion                         | SC Anderlechtois                |
| Relégués en Promotion                         | Uccle Sport                     |